# New Haven, Connecticut
New Haven là thành phố lớn thứ nhì bang Connecticut, là thành phố lớn thứ 6 ở New England, thành phố nằm ở quận New Haven, tiểu bang Connecticut, Hoa Kỳ. Thành phố nằm trong Vùng đô thị New York, ở New Haven Harbor, bên bờ bắc của Long Island Sound. Dân số theo điều tra năm 2005 của Cục điều tra dân số Hoa Kỳ là 124.791 người, dân số theo điều tra năm 2010 là 129.779 người, diện tích là km². New Haven là đô thị chính ở vùng đô thị Đại New Haven với dân số 571.310 người năm 2000. Thành phố là nơi tọa lạc của Đại học Yale thuộc Ivy League.